# Католицька партія Бельгії
Першу Католицьку партію в Бельгії було засновано 1869 року під назвою Конфесійна католицька партія (нід. Confessionele Katholieke Partij).

## Видатні члени
- Огюст Беєрнарт — нобелівський лауреат 1909 року.
- Жуль де Бурле
- Поль де Смет де Неєр
- Жуль Ванденпеєребоом
- Жуль де Трооз
- Густааф Сап
- Франс Сколаерт
- Шарль де Броквілль
- Жерар Коорман
- Анрі Баелс